# Vacuna contra el zóster
La vacuna contra el zóster es una vacuna que reduce la incidencia del herpes zóster (culebrilla), una enfermedad causada por la reactivación del virus de la varicela zóster, que también es responsable de la varicela. El herpes zóster provoca una dolorosa erupción con ampollas, y puede ir seguida de dolor crónico, así como de otras complicaciones. Las personas mayores se ven afectadas con mayor frecuencia, así como las personas con sistemas inmunitarios debilitados (inmunosupresión). Tanto el herpes zóster como la neuralgia postherpética pueden prevenirse mediante la vacunación.
Se han aprobado dos vacunas contra el herpes zóster para personas mayores de 50 años. Shingrix (GSK) es una vacuna de subunidad recombinante que se ha utilizado en muchos países desde 2017. Zostavax ( Merck ), en uso desde 2006, es una vacuna atenuada que consiste en una dosis mayor a la normal de la vacuna contra la varicela, pero no es adecuada para personas con inmunosupresión o enfermedades que afectan el sistema inmunológico. Zostavax se suspendió en los Estados Unidos en noviembre de 2020
Shingrix parece prevenir más casos de culebrilla que Zostavax, aunque los efectos secundarios parecen ser más frecuentes.
Otra vacuna, conocida como vacuna contra la varicela, se usa para prevenir enfermedades causadas por el mismo virus.

## Usos médicos
La vacunación contra el Virus varicela-zóster se usa para prevenir la enfermedad herpes zóster y sus complicaciones, incluida la neuralgia postherpética. Puede considerarse una vacuna terapéutica, dado que se utiliza para tratar un virus latente que ha permanecido inactivo dentro de las células del ganglio nervioso desde que se contrajo la varicela en una etapa anterior de la vida. Las dos vacunas disponibles contra el herpes zóster están destinadas a personas mayores de 50 años. A 2021  Quedaba por confirmar si se requería una dosis de refuerzo, pero el Comité Asesor sobre Prácticas de Inmunización (CAPI) en los Estados Unidos recomienda Shingrix para adultos mayores de 50 años, incluidos aquellos que ya han recibido Zostavax.

### Shingrix

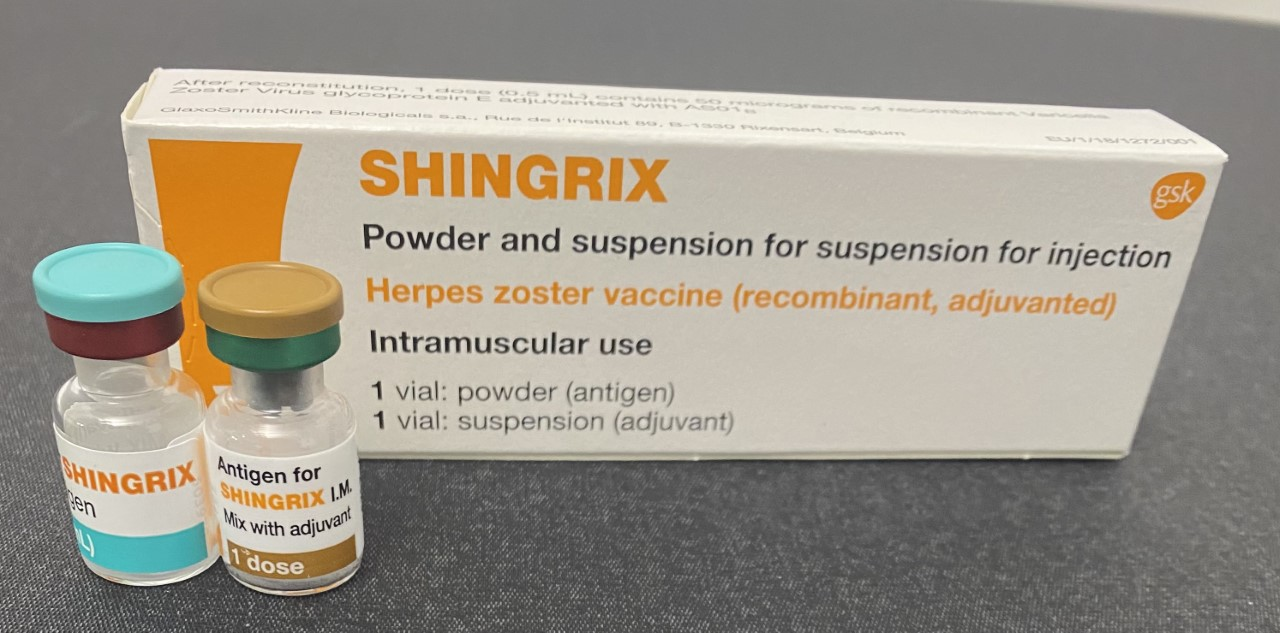
Shingrix

El ACIP votó que Shingrix es preferible a Zostavax para la prevención del zóster y las complicaciones relacionadas porque los datos mostraron una eficacia de la vacuna de más del 90% contra el herpes zóster en todos los grupos de edad. A diferencia de Zostavax, que se administra en una sola dosis, Shingrix se administra en dos dosis intramusculares, con un intervalo de dos a seis meses. La mayoría de los estudios realizados mostraron la eficacia hasta al menos 4 años después de la vacunación, pero es posible que la vacuna proporcione protección durante mucho más tiempo.
Un amplio ensayo clínico aleatorio demostró que Shingrix redujo la incidencia del herpes zóster en un 96,6% en el grupo de edad de 50 a 59 años, y en un 91,3% en los mayores de 70 años. La disminución absoluta del riesgo de herpes zóster tras la inmunización durante tres años y medio es del 3,3% (del 3,54% al 0,28%), mientras que la disminución del riesgo de neuralgia postherpética es del 0,3% (del 0,34% al 0,06%).

### Zostavax

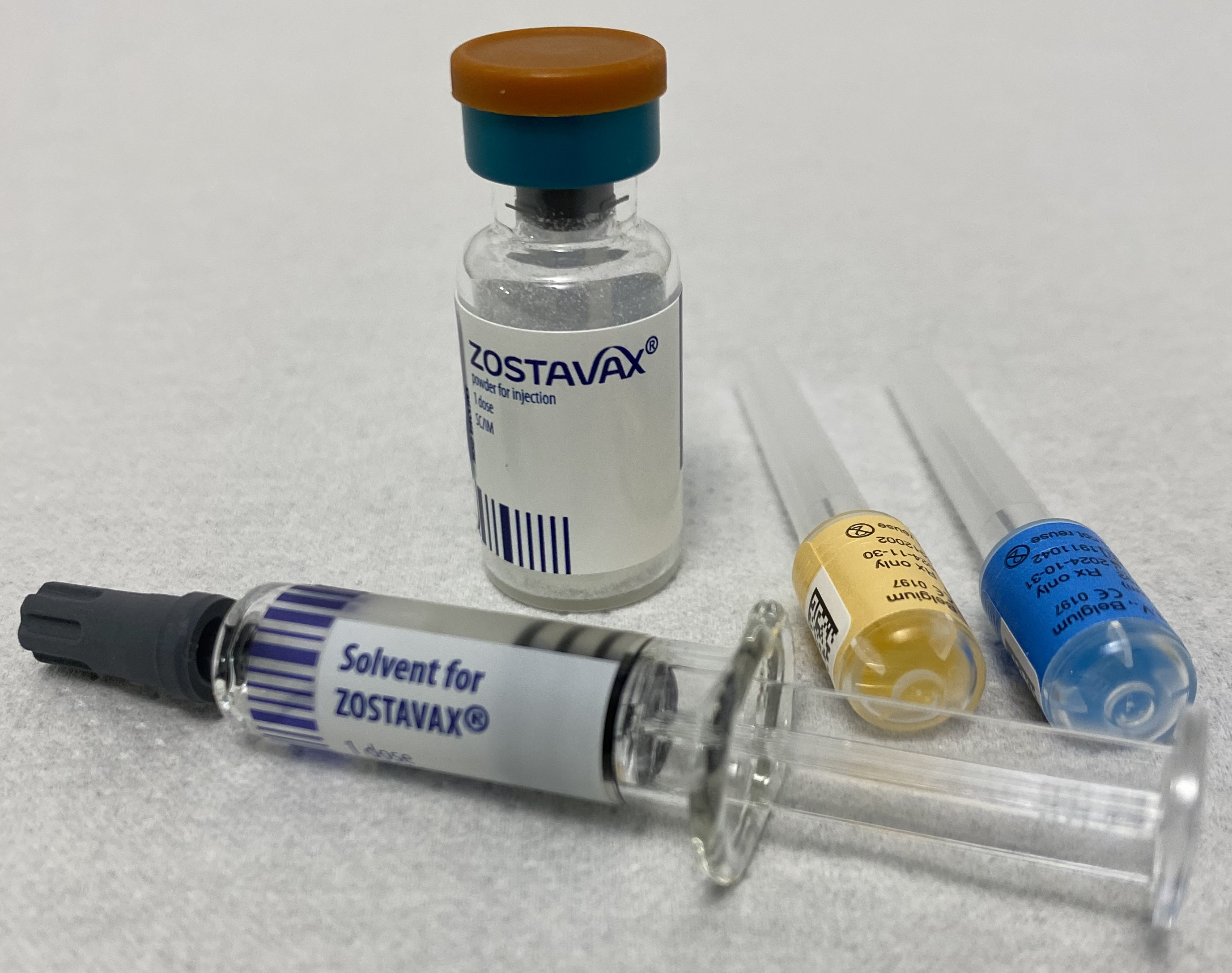
Vacuna Zostavax

Una revisión Cochrane concluyó que Zostavax es "eficaz en la prevención de la enfermedad del herpes zóster hasta por tres años". Se desconoce la duración de la protección más allá de cuatro años después de la vacunación con la vacuna contra el herpes zóster. Queda por confirmar la necesidad de revacunación.
Se demostró que Zostavax reduce la incidencia de culebrilla en un 51 % en un estudio de 38 000 adultos de 60 años o más que recibieron la vacuna. La vacuna también redujo en un 67 % el número de casos de neuralgia posherpética (NPH) y redujo la gravedad y la duración del dolor y las molestias asociadas con el herpes zóster en un 61 %. La FDA la recomendó originalmente para personas de 60 años o más que no sean alérgicas severas a ninguno de sus componentes y que cumplan con los siguientes requisitos:
- no tiene un sistema inmunitario debilitado debido al VIH/sida u otra enfermedad o medicamentos (como esteroides, radiación y quimioterapia ) que afectan el sistema inmunitario;
- no tiene antecedentes de cáncer que afecte la médula ósea o el sistema linfático, como leucemia o linfoma ; y
- no tiene tuberculosis activa, no tratada.

En 2006, el Comité Asesor sobre Prácticas de Inmunización (ACPI, por sus siglas en inglés) de los EE. UU. recomendó que se administrara la vacuna viva a todos los adultos mayores de 60 años, incluidos aquellos que habían tenido un episodio anterior de culebrilla, y aquellos que no recordaban haberlo tenido varicela, ya que más del 99 % de los estadounidenses mayores de 40 años han tenido varicela.

## Efectos secundarios

### Shingrix
Los efectos secundarios temporales de las inyecciones de Shingrix son probables y pueden ser lo suficientemente graves en una de cada seis personas como para afectar a las actividades diarias normales durante un máximo de tres días. El dolor leve a moderado en el lugar de la inyección es común y algunos pueden tener enrojecimiento o hinchazón. Los efectos secundarios incluyen fatiga, dolor muscular, dolor de cabeza, escalofríos, fiebre y náuseas. Los síntomas generalmente se resuelven en dos o tres días. Los efectos secundarios de Shingrix son mayores que los de Zostavax y ocurren con mayor frecuencia en personas de 50 a 69 años en comparación con las de 70 años o más.

### Zostavax
La vacuna viva (Zostavax) es muy segura; entre el uno y el pocos por ciento de las personas desarrollan una forma leve de varicela, a menudo con unas cinco o seis ampollas alrededor del lugar de la inyección, y sin fiebre. Las ampollas son inofensivas y temporales. En un estudio, el 64 % del grupo de Zostavax y el 14 % de los controles tuvieron alguna reacción adversa. Sin embargo, las tasas de eventos adversos graves fueron comparables entre el grupo de Zostavax (0,6 %) y los que recibieron el placebo (0,5 %). Un estudio que incluía a niños con leucemia descubrió que el riesgo de contraer herpes zóster tras la vacunación es mucho menor que el riesgo de contraerlo en niños con varicela natural en su historial. Los datos de niños y adultos sanos apuntan en la misma dirección .
Zostavax no se usa en personas con la función inmunológica comprometida. 

## Composición

### Shingrix
Shingrix es una suspensión para inyección intramuscular que consiste en un antígeno de la glicoproteína E del virus de la varicela zóster recombinante liofilizado que se reconstituye en el momento de su uso con la suspensión AS01B como adyuvante inmunológico. El antígeno es una forma truncada purificada de la glicoproteína, expresada en células de ovario de hámster chino. La suspensión adyuvante AS01B está compuesta por 3- O -desacil-4'-monofosforil lípido A (MPL) de Salmonella (cepa Minnesota) y una molécula de saponina ( QS-21 ) purificada a partir de extracto de Quillaja saponaria (corteza de árbol de jabón), combinados en una formulación liposomal compuesta por dioleoil fosfatidilcolina (DOPC) y colesterol en solución salina tamponada con fosfato.

### Zostavax
Zostavax contiene virus vivos atenuados de la varicela-zóster. Se inyecta por vía subcutánea (debajo de la piel) en la parte superior del brazo. La vacuna viva se produce utilizando la línea MRC-5 de células fetales. Esto ha generado preocupaciones religiosas y éticas para algunos usuarios potenciales, ya que esa línea celular se derivó de un feto abortado.

## Rentabilidad
Un estudio de 2007 concluyó que es probable que la vacuna viva sea rentable en EE. UU., proyectando un ahorro anual de entre 82 y 103 millones de dólares en costes sanitarios con ratios de rentabilidad que oscilan entre 16.229 y 27.609 dólares por año de vida ajustado a la calidad ganado. En 2007, la vacuna viva se recomendó oficialmente en los EE. UU. para adultos sanos de 60 años o más, pero ahora ya no se administra en los Estados Unidos a partir de 2020, dada la probable superioridad de Shingrix.
En Canadá, el coste de Shingrix es de unos 300 dólares canadienses por las dos dosis. Es probable que represente una intervención más rentable que la vacuna viva, dado su menor coste y su mayor eficacia.

## Historia

### Unión Europea
En 2006, la European Medicines Agency (EMA) emitió una autorización de comercialización de la vacuna contra el herpes zóster a Sanofi Pasteur para la vacunación de rutina en personas de 60 años o más. En 2007, la EMA actualizó la autorización de comercialización para la vacunación de rutina en personas de 50 años o más.
Shingrix fue aprobada para uso médico en la Unión Europea en marzo de 2018, con una indicación para la prevención del herpes zóster (HZ) y la neuralgia posherpética (PHN) en adultos de 50 años o más.

### Reino Unido
A partir de 2013, el National Health Service 
(NHS) del Reino Unido comenzó a ofrecer la vacunación contra el herpes zóster a las personas mayores. A las personas de 70 o 79 años el 1 de septiembre de 2013 se les ofreció la vacuna. Las personas de 71 a 78 años en esa fecha solo tendrían la oportunidad de vacunarse contra la culebrilla después de cumplir 79 años. La intención original era vacunar a las personas de entre 70 y 79 años, pero el NHS dijo más tarde que el programa de vacunación se estaba escalonando, ya que sería poco práctico vacunar a todas las personas de 70 años en un solo año.
En 2021, la vacuna contra la culebrilla está disponible en el NHS para personas de 70 a 79 años. La vacunación es con una dosis única de Zostavax, excepto para las personas para las que Zostavax se considera inadecuado, por ejemplo, con una condición que afecta el sistema inmunológico, para quienes se recomienda la vacuna Shingrix en dos dosis. El NHS declaró: "La vacuna contra la culebrilla no está disponible en el NHS para personas mayores de 80 años porque parece ser menos eficaz en este grupo de edad".

### Estados Unidos
Zostavax fue desarrollado por Merck & Co. y aprobado y autorizado por la Food and Drug Administration (FDA) de los EE. UU. en mayo de 2006, En 2011, la FDA aprobó la vacuna viva para su uso en personas de 50 a 59 años de edad.  Shingrix es una vacuna contra el zóster desarrollada por GlaxoSmithKline que fue aprobada en los Estados Unidos en octubre de 2017.
El 30 de junio de 2020, Merck suspendió la venta de Zostavax en los EE. UU. Las vacunas que ya tenían los profesionales podían seguir administrándose hasta la fecha de caducidad (ninguna caducaba después de noviembre de 2020).
Los Centros para el Control y la Prevención de Enfermedades (CDC) de EE. UU. recomiendan que los adultos sanos de 50 años o más reciban dos dosis de Shingrix, con al menos dos meses de diferencia. Los ensayos clínicos iniciales solo probaron una brecha de menos de seis meses entre las dosis, pero la popularidad inesperada y la escasez resultante provocaron más pruebas para validar un espacio más amplio entre las dos dosis. Shingrix, que proporciona una fuerte protección contra el herpes zóster y la PHN, se prefirió a Zostavax antes de que Zostavax fuera suspendido.
La vacuna contra el zóster está cubierta por la Medicare Part D. En 2019, más del 90% del gasto en vacunas de la Parte D de Medicare fue para la vacuna contra el zóster. Ese año se administraron 5,8 millones de dosis de vacunas a los beneficiarios de la Parte D con un coste de 857 millones de dólares

## Otras lecturas
- «Varicella and herpes zoster vaccines : WHO position paper, June 2014». Weekly Epidemiological Record 89 (25): 265-87. 2014. PMID 24983077.
- «Chapter 22: Varicella». Epidemiology and Prevention of Vaccine-Preventable Diseases (13th edición). Washington D.C.: U.S. Centers for Disease Control and Prevention (CDC). 2015. ISBN 978-0990449119.